# Schloss Hagerhof

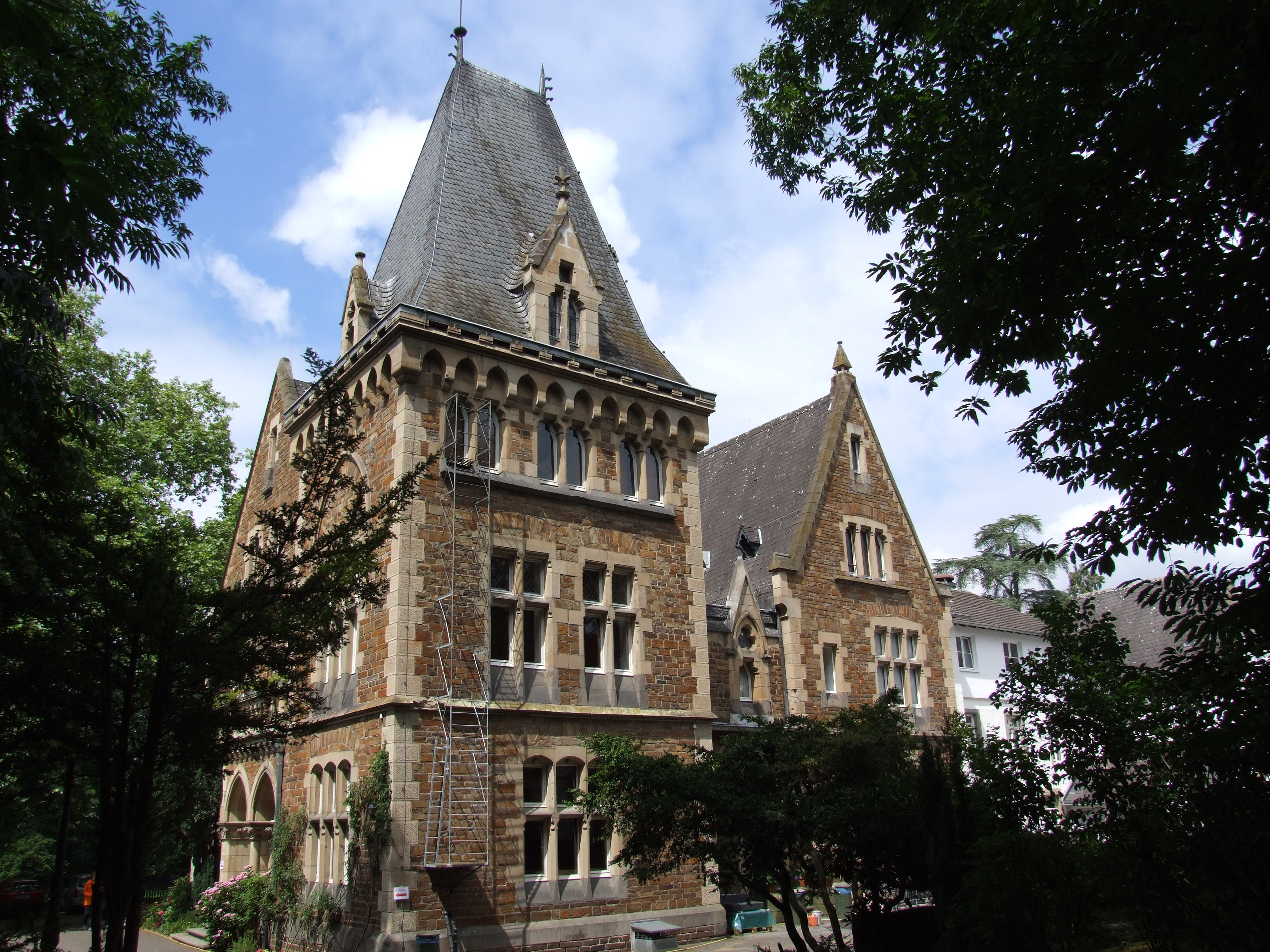
Schloss Hagerhof (2008)

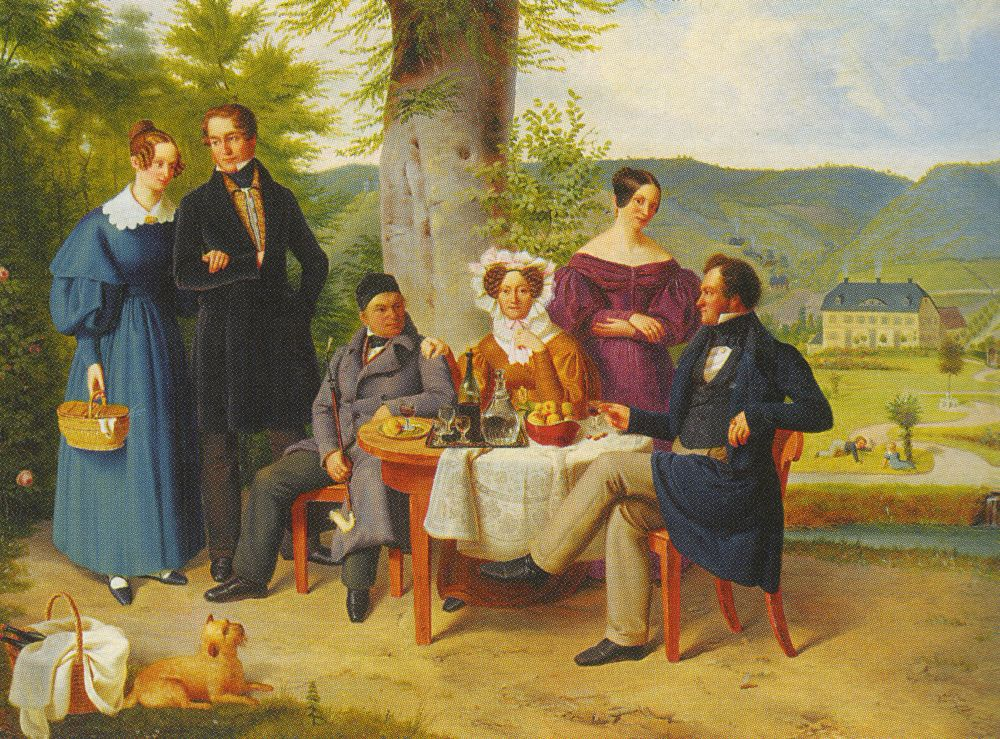
Die Familie Farina vor ihrem Landsitz Hagerhof 1837: Der Gutsbesitzer Carl Anton Farina (1770–1850) zusammen mit seiner Ehefrau, seinem Sohn Johann Maria Farina (1809–1880) mit Ehefrau und seiner Tochter Margarethe mit Ehemann Christian Engelbert Arndts (Gemälde von Heinrich von Rustige 1837)

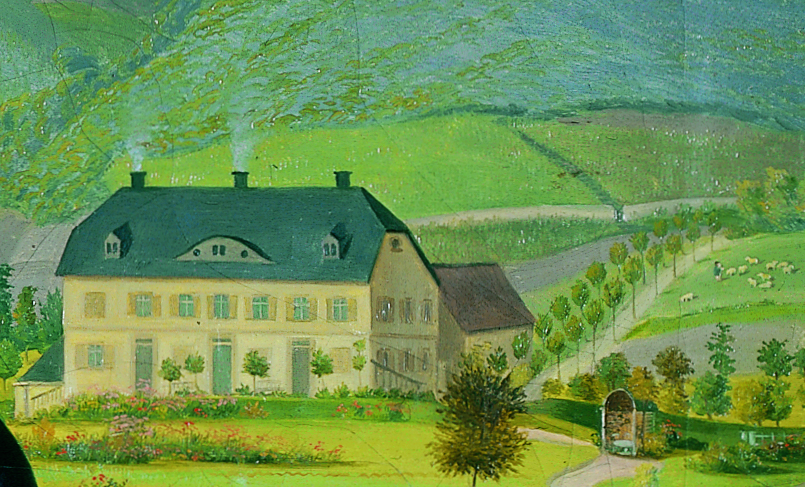
Der Hagerhof im Detail 1837

Schloss Hagerhof ist ein schlossartiges Anwesen in Bad Honnef im nordrhein-westfälischen Rhein-Sieg-Kreis, das sein heutiges Erscheinungsbild im 19. Jahrhundert erhielt. Es befindet sich im Südosten der Stadt, grenzt südlich an Menzenberg an und liegt im ehemaligen Wohnplatz Hagerhof. Seit 1960 beherbergt es ein privates Gymnasium mit Realschulzweig und Internatangebot, das staatlich anerkannt und Mitglied des Verbandes Deutscher Privatschulen ist. Deutschlandweit ist es das einzige Internatsgymnasium, das auf den Grundsätzen von Maria Montessori aufbaut. Zurzeit besuchen rund 580 Schüler die Bildungsanstalt, wovon etwa 100 in dem hauseigenen Internat wohnen.
Das Schloss Hagerhof steht einschließlich seiner Parkanlage und einem Mauerstück als Baudenkmal unter Denkmalschutz.

## Geschichte
Die älteste Erwähnung des Gutes Hagerhof stammt aus dem Jahr 1635, als es der Familie von der Lippe genannt Hoen gehörte. Die Ursprünge des Hofes liegen in einem Freihof, sodass das Gut noch im Jahre 1678 bei einer Landmaßbeschreibung des Kirchspiels Honnef als einzige steuerfreie Hofstätte in der Honschaft Selhof ausgewiesen wurde. Bei einer Vermessung des Guts um 1735 umfasste der Hagerhof „Haus, Hof, Scheunen, Stallungen und Kelterhaus“ mit einer Weinanbaufläche von über sechs Morgen sowie fünf Wiesen mit einer Fläche von 12 Morgen und über 45 Morgen Hecken.
Von 1736 bis 1803 besaß die Abtei Groß St. Martin in Köln das Gut, das von verschiedenen Pächtern bewirtschaftet wurde, bis es nach 1815 in preußischen Domänenbesitz gelangte. Pächter blieb weiterhin Friedrich Frembgen (Pächter seit 1749 für 60 Reichstaler und die Hälfte des Weines). 1826 erwarb der Eau de Cologne-Fabrikant Carl Anton Farina aus Köln den Hof vom Fiskus. Der Preis war mit 5500 Reichstalern recht niedrig, weil sich der gesamte Besitz in schlechtem Zustand befand. Carl Anton Farina vergrößerte durch Zukauf weiterer Parzellen das Gut, baute neue, massive Gebäude mit herrschaftlichem Wohnhaus und legte einen repräsentativen Park an, um den Hagerhof als Sommerdomizil nutzen zu können. Nach seinem Tode 1850 erbte seine Tochter Margarethe, verheiratet mit Geheimrat Christian Engelbert Arndts, das Anwesen. Das Gut war zu diesem Zeitpunkt 120 Morgen groß und mit Gebäuden im Wert von rund 27.000 Reichstalern bebaut.
1854 verkaufte Margarethe Arndts das Gut an den aus Elberfeld stammenden Färbereibesitzer Abraham Weyermann (1790–1870).:36 Sein Sohn Franz Gustav Weyermann (1818–1890), ab 1857 Eigentümer des Hagerhofs:37, ließ das Haus von 1865 bis Sommer 1867 durch den Architekten Edwin Oppler im Stil der englischen Gotik umgestalten und zu einem Herrenhaus ausbauen. Dabei wurden große Teile des Altbaus aus dem 18. Jahrhundert abgerissen; das Kellergewölbe blieb erhalten. Außerhalb des Herrenhauses entstanden eine Grabkapelle, ein Pferdestall mit Remise und Kutscherwohnung sowie nördlich der Anlage ein Gärtnerhaus. Die ebenfalls von Oppler entworfene Inneneinrichtung wurde dem Stil des 14. Jahrhunderts nachempfunden. Nach Plänen des Düsseldorfer Garteninspektors Joseph Clemens Weyhe wurden zudem die Gartenanlage und der Park neu- und dabei auch der nahegelegene Weiher umgestaltet; der vormals zwischen Weiher und Wohnhaus führende Gemeindefahrweg wurde verlegt und der Honnefer Graben erhielt im oberen Teil der Anlage einen unterirdischen Lauf. Das Schloss war über Jahrzehnte Mittelpunkt der kunstsinnigen Familie. So veranstalteten Walther und Emmy Weyermann, geb. von der Leyen zu Pfingsten 1896 auf dem Schloss ein intimes Kammermusikfest zu Ehren von Johannes Brahms, der nach seiner Teilnahme an der Beerdigung von Clara Schumann anreiste. Weitere Gäste waren der Bonner Universitätsmusikdirektor Leonhard Wolf, Gustav Ophüls, Rudolf von der Leyen, Bram Eldering und weitere Musiker der Meininger Hofkapelle, die – zum Teil unter Mitwirkung von Brahms selbst – sein Klavierquintett f-moll, Schumanns Streichquartett A-Dur und einige Lieder des Komponisten vortrugen. 1901 verkaufte Walther Weyermann den Hagerhof.:37
Erworben wurde das Anwesen von der vermögenden Kaufmannswitwe Laura von Oelbermann aus Köln für ihren Sohn Alfred. Dieser heiratete 1903 die 19-jährige Bonner Arzttochter Frances Josefine Simrock. Ein Jahr später starb er mit 29 Jahren und hinterließ die 20-jährige „Josie“ als Witwe. Er hatte sie offensichtlich mit einer schweren Krankheit infiziert, da sie fünf Jahre später, 1909, ebenfalls daran verstarb. Der Hagerhof, von Laura Oelbermann prächtig eingerichtet und von Alfred baulich kräftig erweitert, wurde 1912 weiterverkauft. Käufer war der Kommerzienrat August von Waldthausen. Von Waldthausen hielt das Gut 13 Jahre lang unter der Verwaltung des späteren Konservenfabrikanten Dienel und des Pächters Wilhelm Vierkotten. Im Frühjahr 1925 ging der Hagerhof schließlich in den Besitz des Missionsordens der Benediktinerinnen von Tutzing am Sternburger See über. Unter einem nachfolgenden Eigentümer der Jahre 1927–1939, dem Barmer Seidenfabrikant Martin Hölken, wurde er zu einem landwirtschaftlichen Mustergut ausgebaut.:38
Bis 1959 gehörte auch der benachbarte Reitstall Gut Limpich mit seinen Stallgebäuden von 1880 und 1904, darunter einer Reithalle im Jugendstil, zum Schloss Hagerhof. Das 1865–1867 entstandene Gärtnerhaus wurde ebenfalls von dem Gelände abgetrennt. Seit 1960 beherbergt das Schloss ein Privatgymnasium und Internat, seit 2007 zusätzlich einen in Deutschland einzigartigen Montessori-Realschulzweig (Realschule). Die Weyermannallee in Bad Honnef wurde nach der langjährigen Besitzerfamilie von Schloss Hagerhof benannt.
Im September 1995 erfolgte die Eintragung des Schlosses Hagerhof in die Denkmalliste der Stadt Honnef.

## Gymnasium mit Realschulzweig
Das Schulgelände ist etwa 60.000 Quadratmeter groß und umfasst einen Weiher, Waldfläche, einen Park und einen Sportplatz. Neben dem neugebauten Schul- und Internatstrakt besteht das Gelände auch aus dem unter Denkmalschutz stehenden Herrenhaus, welches heute unter anderem die Räume der Musical-Schule, die Bibliothek und einen Teil des Internats beherbergt.
Das Gymnasium ist unter anderem für seine Talentförderung in den Bereichen Basketball, Golf und Tennis sowie Musik bekannt geworden, mittlerweile spielen mehrere ehemalige Schüler des Hagerhofs in einer US-amerikanischen Basketball-Profiliga. Die Basketball-Schulmannschaften haben bisher sechsmal (2000, 2002, 2009, 2012, 2017 und 2019) den Titel des deutschen Meisters „Jugend trainiert für Olympia“ in Berlin gewonnen. Zudem wird Europas größte Basketballcampserie auf dem Gelände von Schloss Hagerhof veranstaltet, die „Basketballcamps am Schloss Hagerhof“. 2017, 2018 und 2019 errang die Mädchen-Tennismannschaft den Titel des NRW-Landesmeisters. Die Schule ist Mitglied im Schulverbund Blick über den Zaun.
Die Schüler kommen aus allen Teilen Deutschlands und zahlreichen anderen europäischen und nichteuropäischen Ländern wie zum Beispiel der Schweiz und den USA. Schulleiterin von 1996 bis 2018 war die Montessori-Pädagogin Gudula Meisterjahn-Knebel, langjähriges Vorstandsmitglied der Deutschen Montessori-Gesellschaft und Präsidentin von Montessori Europe. Schloss Hagerhof unternimmt auch Schüleraustausche für an Basketball interessierte junge Leute. Außerdem gibt es eine Partnerschule in Burkina Faso, für die es eine AG Entwicklungspolitik gibt, die u. a. Exkursionen dorthin durchführt, um dort zu helfen. Die Schloss Hagerhof angegliederte Musical-Schule trat bereits des Öfteren im Ausland auf und spielt regelmäßig im Bad Honnefer Kurhaus.
Bekannte ehemalige Schüler sind: Yassin Idbihi (Basketballspieler), Johannes Lange (Basketballspieler), Dominik Bahiense de Mello (Basketballspieler), Emeka Erege (Basketballspieler) sowie Tobias Scheiße (Sänger der Band Hammerhead).